# HICAL
Hainan International Commercial Aerospace Launch Co., Ltd, o HICAL, es una empresa estatal china que opera el Sitio de Lanzamiento Espacial Comercial de Wenchang, el primer puerto espacial comercial de China. Fundada en 2022, HICAL es la primera empresa comercial de China en poseer y gestionar de forma independiente un puerto espacial.

## Historia y plataformas de lanzamiento
Hainan International Commercial Aerospace Launch Co., Ltd. (HICAL) se constituyó el 2 de junio de 2022, La empresa está financiada conjuntamente por el Gobierno Provincial de Hainan y 3 contratistas aeroespaciales estatales: la Corporación de Ciencia y Tecnología Aeroespacial de China, la Corporación de Ciencia e Industria Aeroespacial de China y el Grupo de Redes Satelital de China. HICAL se fundó con un capital inicial de 1.500 millones de RMB.
El 6 de julio de 2022, se celebró la ceremonia de colocación de la primera piedra del Sitio de Lanzamiento Espacial Comercial de Wenchang, el primer complejo de lanzamiento espacial comercial de China, financiado, construido y operado íntegramente por HICAL. El Complejo de Lanzamiento 1 se completó en diciembre de 2023 y se espera que el Complejo de Lanzamiento 2 se complete en 2024.

## Sitio de lanzamiento espacial comercial de Wenchang
El Sitio de Lanzamiento Espacial Comercial de Wenchang (en chino: 文昌商业航天发射场), ubicado en Wenchang, Hainan, es el primer sitio de lanzamiento espacial comercial de China y el quinto. Su construcción en julio de 2022 y se prevé que entre en servicio en 2024.
El Centro de Lanzamiento Espacial Comercial de Wenchang es construido y operado por HICAL, una empresa china conjunta del gobierno de Hainan y 3 conglomerados estatales. En China, un centro espacial comercial es un sitio propiedad de una entidad distinta del Gobierno o las Fuerzas Armadas.
La construcción del sitio comenzó en julio de 2022 y el complejo de lanzamiento se terminó el 29 de diciembre de 2023. A partir de abril de 2024, la segunda plataforma está programada para terminarse a fines de mayo, con 19 cohetes diferentes de 9 compañías que se lanzarán utilizando LC-2.

## Misiones

### Lanzamientos anteriores
| Fecha                   | Hora (UTC) | Vehículo      | Número de serie | Plataforma de lanzamiento | Carga útil                          | Resultado |
| ----------------------- | ---------- | ------------- | --------------- | ------------------------- | ----------------------------------- | --------- |
| 30 de noviembre de 2024 | 14:25      | Long March 12 | Y1              | LC-2                      | Hulianwang Jishu Shiyan 5A (JSW-03) | Éxito     |
| 11 de marzo de 2025     | 16:38      | Long March 8  | Y6              | LC-1                      | Qianfan × 18 (G60 Polar Group 05)   | Éxito     |
| 30 de julio de 2025     | 07:49      | Long March 8A | Y3              | LC-1                      | Guowang × 9 (SatNet LEO Group 06)   | Éxito     |
| 4 de agosto de 2025     | 10:21      | Long March 12 | Y2              | LC-2                      | Guowang × 9 (SatNet LEO Group 07)   | Éxito     |